# Liste der Orte in Grenada
Dies ist eine Liste der Ortschaften in Grenada.
In der folgenden Tabelle sind die Städte und Orte über 100 Einwohner, die Ergebnisse der Volkszählung (Zensus) vom 12. Mai 1991, eine Berechnung für den 1. Januar 2005 sowie die übergeordnete Verwaltungseinheit (Parish und Dependency), zu der die Stadt beziehungsweise der Ort gehört, aufgeführt.
| Orte in Grenada | Orte in Grenada | Orte in Grenada | Orte in Grenada | Orte in Grenada    | Orte in Grenada |
| Rang            | Ort             | Einwohner       | Einwohner       | Verwaltungseinheit |                 |
| Rang            | Ort             | Zensus 1991     | Berechnung 2005 | Verwaltungseinheit |                 |
| --------------- | --------------- | --------------- | --------------- | ------------------ | --------------- |
| 1.              | Saint George’s  | 4.520           | 4.330           | Saint George       |                 |
| 2.              | Gouyave         | 3.070           | 3.378           | Saint John         |                 |
| 3.              | Grenville       | 2.250           | 2.476           | Saint Andrew       |                 |
| 4.              | Victoria        | 2.050           | 2.256           | Saint Patrick      |                 |
| 5.              | Saint Davids    | 1.200           | 1.321           | Saint Davids       |                 |
| 6.              | Sauteurs        | 1.200           | 1.320           | Saint Mark         |                 |
| 7.              | Hillsborough    | 700             | 770             | Carriacou          |                 |
| 8.              | Belmont         | k. A.           | 287             | Saint George       |                 |
| 9.              | Grand Roy       | k. A.           | 286             | Saint John         |                 |
| 10.             | Calivigny       | k. A.           | 217             | Saint George       |                 |
| 11.             | Tivoli          | k. A.           | 172             | Saint Andrew       |                 |
| 12.             | Marquis         | k. A.           | 109             | Saint Andrew       |                 |